# العسل المر (مسلسل)
تدور أحداث المسلسل حول فتاة تُدعى سوسن (شمس البارودي)، والتي تحبسها والدتها (زوزو شكيب) بالبيت طوال عمرها خوفًا عليها من الرجال والحب، تجنبًا لمشاكله وجراحه، وكانت أمها تقول لها أن الرجال عبارة عن وحوش وأشكالهم تخوف إلى أن تقابل (سوسن) شابا يُدعى هشام (سمير صبري)، ابن مالك بيتهم القديم أثناء تواجده بالقرب من البيت، ومع توالي الأحداث تقع بعض الجرائم فيحاولان الكشف عنها وعن مرتكبها ويصنف المسلسل رعب حقيقي .

## بطولة
| - زوزو شكيب: منيرة / سميرة - شمس البارودي: سوسن - آمال زايد: نزاكة السيد - ناهد سمير: الدادة بركة - نبيلة السيد: عواطف - حسنة سليمان: مرجانة - أنور محمد: زكريا عبدالفتاح - سمير صبري: هشام عبدالحميد - محمد توفيق: حمدي سعدالدين | - محمد رضا: فرحات - خيري القليوبي - وحيد عزت - كامل أنور: صابر - قدرية كامل: فردوس - بليغ حبشي: عبدالقادر - فتحية علي: مسعدة - سيد غنيم - محسن حسنين | - وفاء البارودي: الطفلة سوسن - أديب الطرابلسي - عبد المنعم بسيوني: قنديل - ليلى فهمي: أمينة - معلمة العربي - حسين إسماعيل: جرسون في الكابريه - فتحية طاهر - عبد السلام محمد - مختار السيد |